# جيمي روبرتس (عازف جاز)
جيمي روبرتس (بالإنجليزية: Jimmy Roberts)‏ هو عازف جاز أمريكي، ولد في 6 أبريل 1924، وتوفي في 6 فبراير 1999 في كليرواتر في الولايات المتحدة.

## وصلات خارجية
- الموقع الرسمي
- جيمي روبرتس على موقع IMDb (الإنجليزية)
- جيمي روبرتس على موقع ديسكوغز (الإنجليزية)
- جيمي روبرتس على موقع قاعدة بيانات الفيلم (الإنجليزية)